# Danza con il diavolo
(Citazione di Zarek)
Danza con il diavolo (Dance with the Devil) è il quarto capitolo della saga fantasy-erotica Dark-Hunter della scrittrice paranormal romance Sherrilyn Kenyon.

## Trama
Dopo gli eventi di New Orleans, Artemide vuole la testa di Zarek, ma per averla deve scontrarsi con Acheron, che come sempre cerca di salvare i suoi compagni. Il capo dei Cacciatori Oscuri stringe un accordo con Artemide: rimarrà con lei per due settimane sull'Olimpo, in cambio di un giusto processo a Zarek. Acheron chiede così alla ninfa Astrid di osservare Zarek e decidere se il Cacciatore sia colpevole o no. Astrid, sorella delle Parche Atopo, Cloto e Lachesi, accetta l'incarico e si reca sulla terra, dove facendosi credere una ragazza umana, accorre in aiuto di Zarek, rimasto ferito dopo uno scontro con altri Cacciatori che lo vogliono morto. La ninfa per tutto il periodo in cui dovrà giudicare Zarek rimarrà cieca, anche se alcune volte riesce a vedere, grazie ai suoi poteri, attraverso gli occhi di Sasha, il suo amico Katagaria, una razza molto simile a quella dei lupi mannari.
Grazie a numerosi sotterfugi Astrid riesce a far rimanere Zarek a casa sua il tempo necessario per scoprire un'altra parte più profonda dell'uomo, oltre a quella burbera e violenta. La ninfa riuscirà a far breccia nel suo cuore e si innamorerà a sua volta del Cacciatore del quale riuscirà a scoprire la storia e i motivi dei suoi atteggiamenti che lo hanno portato a farsi odiare da tutti. Scopre, infiltrandosi nei suoi sogni grazie all'aiuto di M'adoc, un Oneroi (Dream Hunter), il passato di Zarek: ripudiato dalla sua stessa madre aveva passato l'infanzia e l'adolescenza con il padre che lo rese suo schiavo e gli vietò di parlare della loro parentela. L'unico con cui Zarek avesse mai creato un minimo di rapporto umano, era il suo fratellastro Valerio, anch'egli in seguito divenuto Cacciatore Oscuro. Suo padre lo vendette all'età di sedici anni ad un mercante di schiavi, e morì poco dopo, giustiziato ingiustamente per aver stuprato la sua padrona di allora, che in realtà salvò dal suo aggressore. Il ragazzo veniva ripetutamente malmenato da suo padre, dai suoi fratellastri e poi dal suo padrone, tanto che diventò quasi cieco e con il viso sfigurato. Altre scoperte sul passato di Zarek permetteranno ad Astrid di far accettare a sua madre e alle sue sorelle il verdetto di innocenza: lo sterminio di un intero villaggio, che perseguita ancora Zarek, in realtà è stata opera di Thanatos, creatura invincibile creata da Artemide per uccidere i Cacciatori, qualora ce ne fosse bisogno. Si rivela quindi ingiusta anche la punizione data all'uomo novant'anni prima per l'uccisione degli abitanti del villaggio, costretto a vivere in esilio nella gelida Alaska.
Il Thanatos colpevole di quella strage fu ucciso da Acheron, ma il nuovo Thanatos, creato all'insaputa di tutti da Artemide vuole a tutti i costi uccidere Zarek, colpevole, secondo la creatura, di aver ucciso sua moglie quando aveva ancora un'esistenza umana.